# Fontange

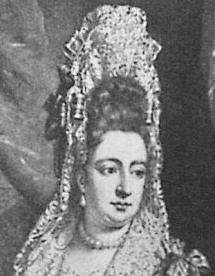
A rainha Maria II de Inglaterra usando fontange e um frelange, 1688.

Uma fontange era um penteado popular no final do século XVII e início do século XVIII, na França. O nome origina-se da Marquesa Fontange, que foi durante algum tempo a amante do rei Luís XIV da França. Um dia de verão em 1680, Luís XIV voltou da caça e viu a sua amante de dezenove anos de idade, fazendo seu cabelo para um lado e o rei pediu-lhe para conservar os cabelos desta forma o tempo todo. Logo, todas as mulheres na corte tinha copiado o estilo, que depois se espalhou pela Europa. O penteado acabou ficando mais alto e mais complexo, até que ficou muito difícil de fazer e complicado de usar. O fontange, em todas as suas formas, era muito popular entre 1680 e 1710.

## Referência
Joan DeJean — The Essence of Style: How the French Invented High Fashion, Fine Food, Chic Cafes, Style, Sophistication, and Glamour (Simon & Schuster (2005) ISBN 0-7432-6413-4), p. 39